# س. أنتوني أندرسون
س. أنتوني أندرسون (بالإنجليزية: C. Anthony Anderson)‏ هو فيلسوف أمريكي، ولد في 29 مايو 1940.